# SimCity: The Card Game
SimCity: The Card Game – gra karciana oparta na grze komputerowej SimCity. Została wydana w 1995 przez Mayfair Games. Gra składa się z kart kilku miast takich jak: Chicago, Waszyngton, Nowy Jork i Atlanta (Toronto zostało zaprojektowane, ale nigdy nie wydane). Każde miasto ma karty z charakterystycznymi dla siebie miejscami i politykami.